# Raymond E. Fowler
Raymond Eveleth Fowler (sinh ngày 11 tháng 11 năm 1933, tại Salem, Massachusetts) là một tác giả và nhà nghiên cứu UFO người Mỹ. Ông nhận bằng Cử nhân về nghệ thuật tự do từ trường Gordon College (Massachusetts). Ông tốt nghiệp loại giỏi khi nhận bằng hạng tối ưu.  Fowler gia nhập Không quân Mỹ vào năm 1952, theo học một trường đặc biệt về gián điệp điện tử, sau đó ông được bổ nhiệm vào Cục An ninh Không quân Hoa Kỳ dưới sự bảo trợ của NSA. Sự nghiệp dân sự của ông bao gồm công việc trong các dự án của chính phủ Mỹ bao gồm hệ thống vũ khí Dự án Minuteman.

## Nghiên cứu UFO
Fowler nổi tiếng với các cuộc điều tra và sách về UFO (Vật thể bay không xác định) tập trung chủ yếu vào việc nhìn thấy UFO và các cuộc tiếp xúc cự ly gần ở khu vực New England nước Mỹ, bao gồm cả vụ người ngoài hành tinh bắt cóc Betty Andreasson Luca do Fowler chấp bút.  Ông cũng đã điều tra và viết về vụ bắt cóc Allagash, một vụ bắt cóc nhiều người mà sau này mới được tiết lộ là một trò lừa bịp vào năm 2016.
Fowler từng là Giám đốc Điều tra Khoa học cho MUFON và là tác giả của phiên bản cũ hơn của sách Hướng dẫn Điều tra Hiện trường MUFON. Ông từng là Phụ tá Khoa học cho Trung tâm Nghiên cứu UFO. Fowler cũng từng là thành viên dự khuyết và cuối cùng là chủ tịch NICAP (Ủy ban Điều tra Quốc gia về Hiện tượng Không trung).
J. Allen Hynek, từng phát triển hệ thống phân loại UFO Hynek (xem tiếp xúc cự ly gần), đã công nhận Fowler là một trong những nhà điều tra xuất sắc trong lĩnh vực UFO. "Một nhà điều tra UFO xuất sắc... Tôi biết không có ai tận tâm, đáng tin cậy hay kiên trì hơn," Hynek nói về công việc điều tra của Fowler.
Bên cạnh hoạt động nghiên cứu UFO, Fowler còn được công nhận vì nhiều nỗ lực khoa học, và công trình của ông trong ngành Thiên văn học, và đài thiên văn riêng của ông đã được đăng trên tạp chí Sky & Telescope. Fowler cũng dạy các khóa học ngoại khóa về Thiên văn học và UFO tại quê nhà Massachusetts của mình. Ông tiếp tục giảng dạy thiên văn nghiệp dư tại đài thiên văn tư nhân của mình đặt tại nhà của ông ở Kennebunk, Maine.
Ngoài ra, vào lúc cuối đời, Fowler chuyển hướng sang viết về hiện tượng người ngoài hành tinh bắt cóc, xuất phát từ việc một nạn nhân của vụ bắt cóc tự mình chia sẻ thông tin này, một cách sâu sắc nhất, trong cuốn tự truyện UFO Testament: Anatomy of an Abductee (Di chúc UFO: Mổ xẻ một kẻ bị bắt cóc). Trong một cuộc phỏng vấn với Rosemary Ellen Guiley Fowler đã liệt kê một số trải nghiệm bắt cóc của anh ta có vẻ tương quan với các lời khai bắt cóc khác như vụ bắt cóc Betty và Barney Hill và Betty Andreasson Luca.
Lời tuyên bố của Fowler về việc mình bị người ngoài hành tinh bắt cóc và toàn bộ nghiên cứu về UFO của ông không phải lúc nào cũng được các thành viên trong gia đình hoan nghênh, vì niềm tin tôn giáo của họ về chủ đề UFO. Các cuộc điều tra sâu rộng của Fowler trong lĩnh vực UFO đã giảm bớt sau khi xuất bản The Watchers I và The Watchers II, mà Fowler ban đầu thừa nhận những trải nghiệm bắt cóc UFO của mình. Tuy nhiên, ông tiếp tục viết sách về chủ đề này, bao gồm cả trải nghiệm của bản thân cũng như các cuộc điều tra tại địa phương mà trước đây ông chưa có dịp xuất bản.

## Sách xuất bản
- SynchroFile. Lincoln, 2004
- UFO Testament: Anatomy of an Abductee, 2002
- The Melchizedek Connection, 2001
- The Andreasson Legacy, 1997
- The Watchers II, 1995
- The Allagash Abductions, 1993
- The Watchers, 1991
- The Andreasson Affair - Phase Two, 1983
- Casebook of a UFO Investigator, 1981
- The Andreasson Affair, 1979
- UFOs: Interplanetary Visitors, 1974